# Dama za burtą
Dama za burtą – amerykańska komedia romantyczna z 1987 roku.

## Obsada
- Goldie Hawn – Joanna Stayton/Annie Proffitt
- Kurt Russell – Dean Proffitt
- Edward Herrmann – Grant Stayton III
- Katherine Helmond – Edith Mintz
- Michael Hagerty – Billy Pratt
- Roddy McDowall – Andrew